# دیمیتار آلکسیف
دیمیتار آلکسیف (بلغاری: Димитър Алексиев؛ زادهٔ ۲۸ ژوئیهٔ ۱۹۹۳) بازیکن فوتبال اهل بلغارستان است.
از باشگاه‌هایی که در آن بازی کرده است می‌توان به باشگاه فوتبال بوتو پلوودیو اشاره کرد.